# Вбивство Келлі Енн Бейтс
Келлі Енн Бейтс (18 травня 1978 – 16 квітня 1996) була англійським підлітком, яка була вбита у віці 17-ти років Джеймсом Паттерсоном Смітом (нар. прибл. 1948 р.) в Манчестері, що в Англії. Протягом чотирьох тижнів Джеймс катував дівчину, їй вибили очі з орбіт за три тижні до смерті, а потім втопили у ванні.
Детектив-сержант Джозеф Монаган з поліції Великого Манчестера, який очолив рослідування вбивства, сказав:
«Я працюю в поліції 15 років і ніколи не бачив такого жахливого випадку.»
(оригінал, англ.: «I have been in the police force for 15 years and have never seen a case as horrific as this.»)
Вільям Лоулер, патологоанатом, який досліджував тіло, описав травми Бейтс як найгірші, які він коли-небудь бачив на жертвах вбивства. Сміт, який мав історію насильства та тортур проти колишніх сексуальних партнерів, заперечував убивство Бейтса, але був засуджений до довічного ув'язнення 19 листопада 1997 року.

## Передумова
Джеймс Сміт був розлученим і без роботи. Проживав у районі Гортон, що в Манчестері. Знайомі характеризували його як «гордого домом» та «доглянутого» (англ. "house-proud" and "well groomed"), він був тітоталістом (не пив) і некурцем. Шлюб Джеймса розірвався в 1980, через 10 років після весілля, через жорстокість щодо своєї дружини. Його наступні стосунки були з 20-річною Тіною Уотсон, яку він у період з 1980 по 1982 рік «використовував як грушу для биття» (англ. "used as a punch-bag"). Він піддавав її жорстоким побоям, коли вона була вагітна. Вона сказала:
«Спочатку це було час від часу, лише трохи постукував. Але зрештою так було щодня. Він бив мене по обличчю, і взагалі по голові, попільницею. Він бив мене також по ногах та між ніг.»
(оригінал, англ.: "At first it was now and again; just a little tap. But in the end it was every day. He would smack me in the face or hit me over the head with an ashtray. He would kick me in the legs or between the legs.")
Тіні вдалося втекти, а коли вона купалася, Сміт намагався втопити її. Коли ці стосунки закінчилися в 1982, він почав зустрічатися з Венді Моттерсхед, якій було лиш 15 років. Над Венді він також знущався. Під час одного з нападів Джеймс тримав її голову під водою в кухонній раковині, намагаючись втопити її.
У 1993 Сміт почав доглядати за Келлі Бейтс, коли їй було лиш 14 років. Він познайомився з нею, коли Келлі няньчила друзів. Приблизно через 2 роки, коли вона закінчила школу, Бейтс переїхала до Сміта в його будинок на Фернівал-роуд, Гортон. Різницю у віці між ними вона приховувала від своїх батьків. Їх звали Томмі та Маргарет. Маргарет розповіла про свою першу зустріч зі Смітом після того, як вони почали жити разом:
«Як тільки я побачила Сміта, у мене волосся стало дибом. Я зробила усе можливе, щоб відірвати від нього Келлі»
(оригінал, англ.: "As soon as I saw Smith the hairs on the back of my neck went up. I tried everything I could to get Kelly Anne away from him.").
Хоча вона ненадовго покинула Сміта через суперечки з ним, вона знову почала жити з ним на Фернівал-роуд до кінця листопада 1995. Батьки помітили на ній синці, які вона пояснила просто як наслідки падінь чи інших нещасних випадків. Вона ставала все більш замкнутою, і в грудні 1995 звільнилася з неповного робочого дня. У березні 1996 її батьки отримали від неї листівки, нібито на свій ювілей і день народження, але на них написав лише Сміт. Коли брат Бейтс прийшов у дім, де разом жили Келлі і Джеймс, Сміт сказав, що її немає вдома. Коли стурбована сусідка запитала про неї, її ненадовго показали у вікні на верхньому поверсі.

## Вбивство
16 квітня 1996 Сміт повідомив владі, що він випадково вбив свою дівчину під час сварки у ванній кімнаті, заявивши, що вона вдихнула воду і померла після його невдачних спроб реанімації.  Він також стверджував, що вона часто прикидалася непритомною. Поліція приїхала за адресою Сміта та знайшла оголене тіло Бейтс в спальні. Її кров була знайдена по всьому будинку, а посмертна експертиза виявила на її тілі понад 150 окремих ушкоджень. Протягом останнього місяця життя Бейтс її тримали зв’язаною, іноді її волосся прив’язували до радіатора чи меблів, або за шию лігатурою.
Вільям Лоулер, патологоанатом Міністерства внутрішніх справ, який оглядав її тіло, сказав:
«За свою кар’єру я оглянув майже 600 жертв вбивств, але ніколи не стикався з такими серйозними травмами»
(оригінал, англ.: "In my career, I have examined almost 600 victims of homicide but I have never come across injuries so extensive.").
На тілі дівчини були виявлені такі травми:
- Опіки сідниць і лівої ноги
- Опіки на стегні, залишені праскою
- Перелом руки
- Численні рани, завдані ножами, виделками та ножицями
- Ножові рани в роті
- Розтрощення обох рук
- Покалічення вух, носа, брів, рота, губ і статевих органів
- Рани, завдані лопатою та секатором
- Обидва ока виколоті
- Ножові рани порожніх очних западин
- Часткове скальпування

Патологоанатом встановив, що її очі були виколоті "не менше ніж за п'ять днів і не більше ніж за три тижні до смерті". Вона голодувала, втративши близько 20 кг ваги, і кілька днів до смерті не пила воду. Пітер Опеншоу, прокурор у справі Сміта, сказав:
«Це було схоже на те, ніби він навмисно спотворив її, спричинивши їй найбільший біль, страждання та приниження. Травми не були результатом одного раптового вибуху насильства; вони, мабуть, були спричинені протягом тривалого періоду і були настільки масштабними та жахливими, що підсудний мав на меті навмисно та систематично катувати дівчину»
(оригінал, англ.: "It was as if he deliberately disfigured her, causing her the utmost pain, distress and degradation ... The injuries were not the result of one sudden eruption of violence; they must have been caused over a long period [and] were so extensive and so terrible that the defendant must have deliberately and systematically tortured the girl.")
Причиною смерті стало утоплення, безпосередньо перед яким її били душовою лійкою по голові.

## Суд
Сміт заперечував вбивство і стверджував, що Бейтс «знущалася» з нього щодо його померлої матері та мала «погану звичку завдавати шкоди собі, щоб зробити гірше мені» (англ. "a bad habit of hurting herself to make it look worse on me"). Коли його попросили пояснити, чому він осліпив, зарізав і побив Бейтс, він сказав, що вона змусила його зробити це. Джилліан Мезі, психіатр-консультант, повідомила суду, що Сміт мав «важкий параноїдний розлад із хворобливими ревнощами» і жив у «спотвореній реальності» (англ. "a severe paranoid disorder with morbid jealousy" and lived in a "distorted reality").
Суду корони Манчестера знадобилася година, щоб визнати 49-річного Сміта винним у вбивстві Бейтс. Засудивши його до довічного ув'язнення, суддя, містер Сакс, рекомендував Сміту відбути мінімум 20 років. Він заявив:
«Це був жахливий випадок; перелік розбещеності однієї людини проти іншої. Ви дуже небезпечна людина. Ви кривдник жінок, і я маю намір зробити так, наскільки це в моїх силах, щоб ви більше не кривдили їх»
(оригінал, англ.: "This has been a terrible case; a catalogue of depravity by one human being upon another. You are a highly dangerous person. You are an abuser of women and I intend, so far as it is in my power, that you will abuse no more.")
Присяжним було запропоновано професійну консультацію, щоб допомогти їм впоратися з стражданнями від перегляду фотографій травм дівчини та огидного насильства. Усі члени журі прийняли цю пропозицію.

## У ЗМІ

### Телебачення
Вбивство стало темою принаймні одного документального телевізійного фільму:
- Найтемніші табу Великобританії, серія 4, епізод 2: «Наша дочка була замучена до смерті її хлопцем-садистом». Перша трансляція Crime &amp; Investigation 22 лютого 2015 року.[8][10]

## Дивіться також
- Вбивство Джунко Фурута
- Вбивство Сюзанни Каппер
- Вбивство Сільвії Лайкенс
- Вбивство Тіа Рігг
- Садистичний розлад особистості